# 고모로성

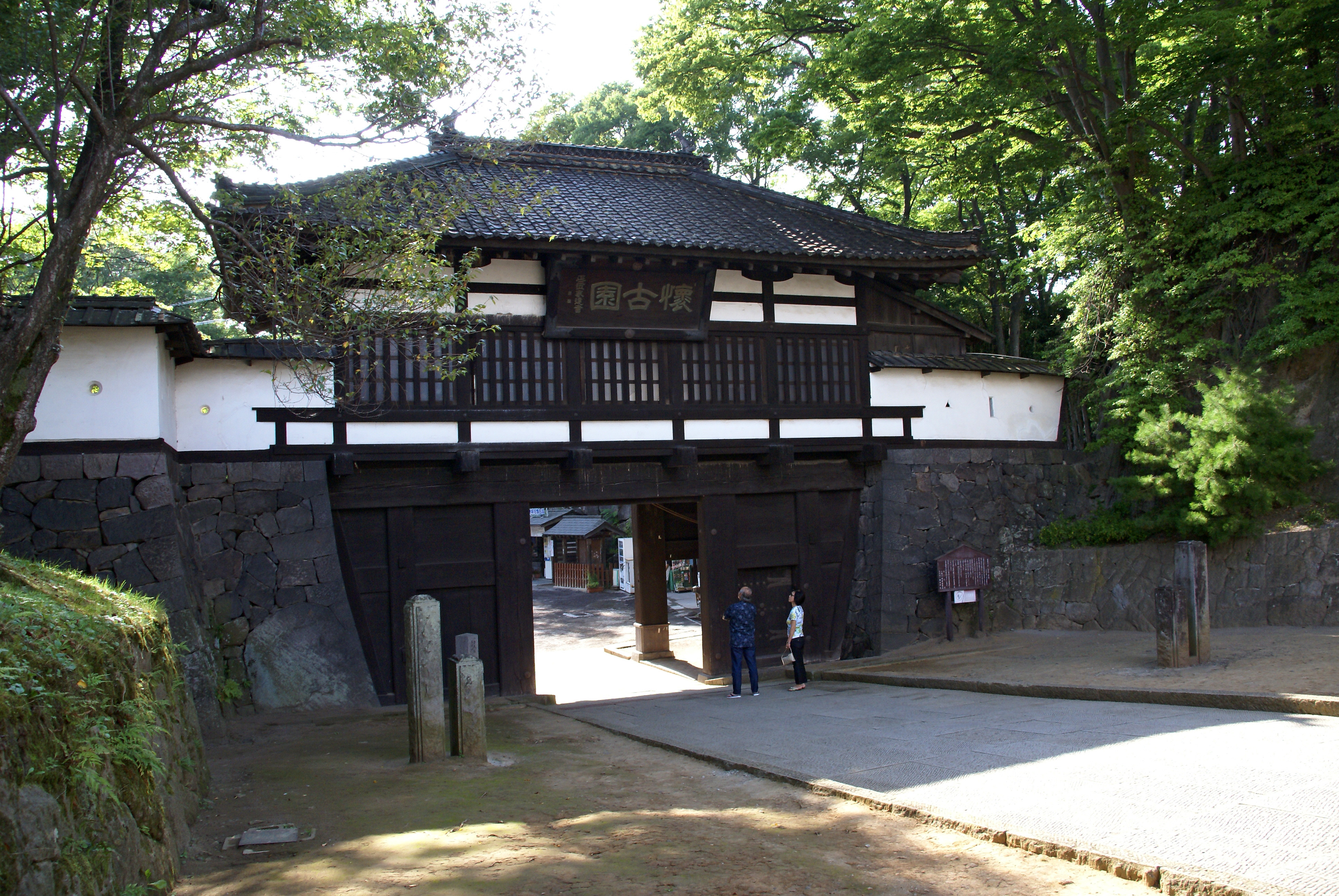
산노 문

고모로성(일본어: 小諸城)은 나가노현 고모로시에 있는 평산성이다. 에도 시대에는 고모로번의 번청으로 사용되었다. 스이게쓰 성(酔月城), 하쿠쓰루 성(白鶴城), 아나 성(穴城)이라는 이명이 있다.

## 개요
1487년 오이 미쓰타다(大井光忠)가 축성했을 것으로 보고 있다. 센고쿠 시대 다케다 신겐의 시나노 동부의 주요 거점으로 보고 현재의 터에 성을 쌓았다는 이야기도 있다. 이때 성을 설계한 인물이 신겐의 군사로 알려진 야마모토 간스케라고 한다. 하지만, 이를 뒷받침하는 사료는 없다.
16세기 말에서 17세기 초엽 센고쿠 히데히사가 성주로 있을 때 대폭 개수되어 근세성곽으로 탈바꿈하였다. 천수도 이 무렵에 세워져 금박으로 된 기와로 화려하게 꾸몄지만, 불행히도 1626년 낙뢰로 소실되었다.
성은 성하 마을보다 저지대에 위치해 있기 때문에 성밖에서 성안을 조망할 수 있다하여 아나 성이라는 별칭이 생겼다. 또, 지쿠마 강을 해자로 삼았으며, 아사마 산의 주변 계곡을 장애물로 삼았다.